# أحمد نديم قاسمي
أحمد نديم قاسمی (بالأردية: احمد ندیم قاسمی) (وُلد باسم أحمد شاه عوان) (بالأردية: احمد شاہ اعوان) (20 نوفمبر 1916 - 10 يوليو 2006) شاعر وصحفي وناقد أدبي وكاتب مسرحي ومؤلف قصة قصيرة باكستاني. كتب 50 كتابًا في موضوعات مثل الشعر والخيال والنقد والصحافة والفن، وكان شخصية بارزة في الأدب الأردي المعاصر. تميز شعره ببُعده الإنسانوي، ويعتبر عمله الأردي (afsana) (قصة قصيرة) في المرتبة الثانية بعد (Munshi) لبريم تشند في تصويره للثقافة الريفية. كان أيضًا محررًا وناشرًا للمجلة الأدبية "فنون" لما يقرب من نصف قرن. حصل على جوائز مثل جائزة الفخر بالأداء في عام 1968، وستارة الامتياز في عام 1980 لعمله الأدبي.
وصفهُ غولزار، أحد أكثر الكتاب تأثيرًا في الهند الحديثة، بمعلمه (غورو).

## مسيرته

### الحياة الشخصية
ولد قاسمي في 20 نوفمبر 1916 في قرية أنجا في منطقة خوشاب، بالهند البريطانية، لعائلة أوان زط. تخرج من مدرسة ثانوية في کیمبل پور في عام 1931، (أعيدت تسميتها الآن بمدينة أتك في باكستان)، في الوقت الذي كتب فيه قصيدته الأولى ودرس في كلية أتك الحكومية. درس لاحقًا في كلية صادق إجيرتون في بهاولبور. تخرج من جامعة البنجاب لاهور عام 1935. أصبح عضوًا نشطًا في حركة الكتاب التقدميين كسكرتير، وبالتالي تم اعتقاله عدة مرات خلال الخمسينيات والسبعينيات. توفي في 10 يوليو 2006 من مضاعفات الربو، في معهد البنجاب لأمراض القلب في لاهور.

### مساره الأدبي
حرر القاسمي في عدة مجلات أدبية بارزة. كما عمل محررًا في صحيفة (Imroze) اليومية الأردية. ساهم قاسمي في أعمدة أسبوعية في الصحف الوطنية مثل ديلي جنك لعدة عقود. اشتمل شعره على الغزل التقليدي والنظم الحديث. كان أحمد نديم قاسمي ملتزمًا أيضًا بتوجيه ورعاية الآخرين.

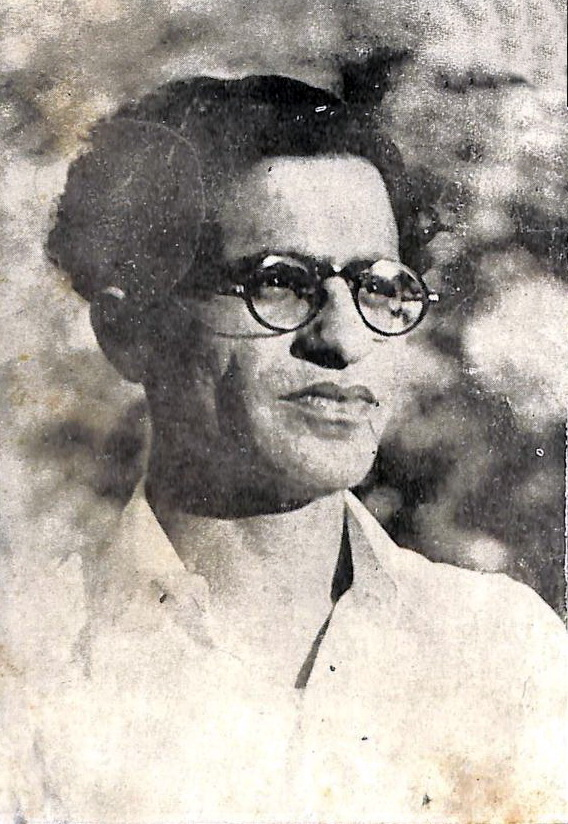
قاسمي في مايو 1949

في عام 1948، تم اختياره أمينًا عامًا لحركة الكتاب التقدميين في منطقة البنجاب. في عام 1949، انتخب أمينًا عامًا للمنظمة الباكستانية. في عام 1962 نشر قاسمي مجلته الأدبية الخاصة "فنون" بدعم من الكتاب والشعراء من بينهم خديجة مستور ‏ وهجرة مسرور ‏ وأحمد فراز ‏ وأمجد إسلام أمجد ‏ وعطاء الله قاسمي ‏ ومنو بهاي ‏. كان قاسمي معلما للشاعرة برفين شاكر. في عام 1974، تم تعيينه أمينًا عامًا لمجلس الترقي الأدب، وهو هيئة أدبية أنشأتها حكومة غرب باكستان في عام 1958.
في ديسمبر 2011، قام الأستاذ فاتح محمد مالك وكاتب العمود الشهير عطا الحق قاسمي بتنظيم ندوة حول حياة وإنجازات أحمد نديم قاسمي في الجامعة الإسلامية العالمية (إسلام آباد). حظي عمله الأدبي بتقدير وإعجاب الكتاب والشعراء والنقاد الأرديين، على الرغم من وجود انتقادات أيضًا لعمله الأدبي وشخصيته. فاتح محمد مالك صديق قديم لأحمد نديم قاسمي. في كتابه عن حياة وشخصية أحمد نديم قاسمي الملقب بـ "نديم شناسي"، يعطي انطباعًا أنه يتضح من رسائل قاسمي إليه أن قاسمي كان له كره دفين لفيض أحمد فيض وربما اعتبر نفسه شاعرًا أكبر من فيض. وتكشف الرسائل أيضا أن قاسمي كان يتمتع بشخصية نرجسية وغرور متضخم عند الحديث عن معاصريه. لقد حاول بوعي أو بغير وعي التقليل من شأن فيض، وإن لم يكن له تأثير كبير."
يعتقد بعض الناس في الأوساط الأدبية الباكستانية أن هناك بعض الحسد والتنافس بين أحمد نديم قاسمي ووزير آغا ‏ و.

### الجوائز والتشريفات
- جائزة الفخر بالأداء من قبل رئيس باكستان عام 1968.[8][9]
- جائزة ستارة الامتياز من قبل رئيس باكستان في عام 1980.[8][9]
- جائزة الإنجاز مدى الحياة من أكاديمية باكستان للآداب  [لغات أخرى]‏.[3][9]
- شارع إسلام أباد السابع يحمل اسم أحمد نديم قاسمي.[10][9]

## روابط خارجية
- أحمد نديم قاسمي على موقع IMDb (الإنجليزية)